# Hart Butte n.º 11
Hart Butte n.º 11 es un municipio rural canadiense situado en la provincia de Saskatchewan.

## Superficie
Hart Butte n.º 11 tiene una superficie de 839,22 km².

## Demografía
En 2021, tenía 263 habitantes, una densidad poblacional de 0,3 hab./km², y 110 viviendas.